# Leopold Leszkiewicz
Leopold Teodor Leszkiewicz (ur. 8 października 1895 w Nawsiu Brzosteckim, zm. 21 grudnia 1965) – polski kupiec i działacz niepodległościowy, kapral Wojska Polskiego, kawaler Orderu Virtuti Militari, inwalida wojenny.

## Życiorys
Urodził się 8 października 1895 r. we wsi Nawsie Brzosteckie, w ówczesnym powiecie jasielskim Królestwa Galicji i Lodomerii, w rodzinie Franciszka i Anieli z Koniecznych. Ukończył trzy klasy w gimnazjum w Dębicy. Od marca do sierpnia 1914 w Brzostku był członkiem Związku Strzeleckiego.
4 sierpnia 1914 r. został wcielony do 9 kompanii dowodzonej przez porucznika Alojzego Wira-Konasa. Po reorganizacji przydzielono go do 3 kompanii V batalionu 1 Pułku Legionów, a od 3 lutego 1915 r. służył w 2 kompanii VI batalionu. W 1916 r. otrzymał stopień kaprala.
Brał udział w wyprawie kieleckiej, walczył: pod Nowym Korczynem i Opatowcem, pod Laskami, pod Brzechowem, nad Nidą, pod Żernikami, Ożarowem, Tarłowem, nad Wyżnianką, pod Urzędowem, Jastkowem, Kamionką, Wysokiem Litweskiem, nad Stochodem, nad Styrem pod Hruszewem, pod Gródkiem i Sobieszczynami, Wólką Galuzyjską, Jabłonką, Kuklami, pod Kamieniuchą na Wołyniu, na „Reducie Piłsudskiego”, pod Kostiuchnówką, pod Wołczeskiem oraz Sitowiczami.
Po kryzysie przysięgowym został wcielony do cesarskiej i królewskiej Armii i przydzielony do 8. kompanii c. i k. Pułku Piechoty Nr 56, a następnie w batalionie szturmowym 12 Dywizji Piechoty. W bitwie pod Conegliano, w maju 1918 r., stracił prawą rękę i uszkodził lewą dłoń, przez co został zwolniony ze służby wojskowej jako 100-proc. inwalida. W 1922 r. został odznaczony Orderem Virtuti Militari. Po wojnie prowadził hurtownię tytoniową w Brzostku, co jednak przynosiło mu zbyt niskie dochody (150–200 zł miesięcznie), by mógł wyżywić rodzinę. W 1937 r. przydzielono mu hurtownię w Mielcu.
Zmarł 21 grudnia 1965 r., został pochowany na cmentarzu parafialnym w Mielcu.
Był żonaty, miał dwie córki: Annę Jadwigę (ur. 30 maja 1930) i Krystynę (ur. 28 października 1932).

## Ordery i odznaczenia
- Krzyż Srebrny Orderu Wojskowego Virtuti Militari nr 7252 – 17 maja 1922 r.[7][2]
- Krzyż Niepodległości – 17 września 1932 r. „za pracę w dziele odzyskania niepodległości”[8]
- Srebrny Krzyż Zasługi – 29 września 1938 r.[6]
- Odznaka „Za wierną służbę” nr 1174 – 6 sierpnia 1916 r.[2]
- Brązowa Odznaka Honorowa Związku Inwalidów Wojennych – 1 października 1961 r.[6]
- Srebrny Medal Waleczności – 9 marca 1917 r.[6]